# علي محي الدين علي
علي محي الدين علي مخرج سوري، عمل لفترة طويلة مساعد للإخراج، عمل في معظم أعمال المخرج حاتم علي.

## أعماله كمساعد للاخراج
- الرجل سين 1999 - إخراج: علاء الدين كوكش
- الزير سالم 2000 - إخراج: حاتم علي
- صلاح الدين الأيوبي 2001 - إخراج: حاتم علي
- صقر قريش 2002 - إخراج: حاتم علي
- ربيع قرطبة 2003 - إخراج: حاتم علي
- أحلام كبيرة 2004 - إخراج: حاتم علي
- التغريبة الفلسطينية 2004 - إخراج: حاتم علي
- عصي الدمع 2005 - إخراج: حاتم علي

## أعماله كمخرج منفذ
- ملوك الطوائف 2005 - إخراج: حاتم علي
- ندى الأيام 2006 - إخراج: حاتم علي - المثنى صبح

## أعماله كمخرج مساعد
- الملك فاروق 2007 - إخراج:حاتم علي
- صراع على الرمال 2008 - إخراج: حاتم علي

## أعماله كتعاون فني
- الهاربة 2007 - إخراج: زهير قنوع

- صراع على الرمال - إخراج: حاتم علي

## أعماله كمخرج
- طوق الياسمين 2008 - الإشراف العام: حاتم علي
- مسلسل المنتقم 2012/2013 - الإشراف الفني: حاتم علي. الإنتاج قناة: الإم بي سي.